# Justicia xipotensis
Justicia xipotensis är en akantusväxtart som först beskrevs av Johann Jakob Roemer och Schult., och fick sitt nu gällande namn av A.Cortes och Rapini. Justicia xipotensis ingår i släktet Justicia och familjen akantusväxter. Inga underarter finns listade i Catalogue of Life.